# Bay Plaza Shopping Center
Bay Plaza es un centro comercial en Co-op City, en el Bronx, Nueva York.  En adición a varias tiendas departamentales y tiendas, como JC Penney, Staples Inc., K Mart y Old Navy, también tiene múltiples salas de cine, varios restaurantes, un gimnasio, y espacio para oficinas. El centro comercial fue construido a finales de los 1980, afuera de la sección 4 y 5 de of Co-op City, en un terreno vacío que anteriormente era usado como vertedero. Después de que Bay abriera, el tráfico hacia Co-op City ha incrementado drásticamente; a pesar de los esfuerzos públicos, no ha habido una disminución en el volumen del tráfico.